# أورلاندو زاباتا
أورلاندو زاباتا تامايو (15 مايو 1967  - 23 فبراير 2010) كان عامل بناء وسباك وناشط سياسي وسجين كوبي  توفي بعد أن أضرب عن الطعام لمده تزيد عن 80 يوما. حظيت وفاته باهتمام دولي، واعتبرت قضيته إخفاق كبير في علاقة كوبا مع الولايات المتحدة والاتحاد الأوروبي.